# Backgammon
Il backgammon (in italiano tavola reale o tric-trac) è un gioco da tavolo per due giocatori. Ciascun giocatore possiede 15 pedine che muove lungo 24 triangoli in base al lancio di due dadi. Lo scopo del gioco è riuscire per primi a rimuovere tutte le proprie pedine dalla tavola, cercando nel contempo di bloccare l'avversario e di evitare le sue azioni di disturbo.

## Storia
L'origine del backgammon viene fatta risalire a circa 4500 anni fa al Gioco reale di Ur ritrovato nella tomba di un re sumero durante gli scavi nell'antica città mesopotamica di Ur, nell'attuale Iraq. Una successiva scoperta, però, sembra poter anticipare la data di nascita di circa 100-200 anni e trasferire il luogo di nascita nell'attuale Iran a causa del ritrovamento di una tavola durante gli scavi archeologici della città di Shahr nella provincia sud-orientale del Sistan-Baluchistan.
È probabile che successive migrazioni ne abbiano permesso una diffusione estensiva sia verso Occidente che verso Oriente favorendo la nascita di numerose varianti. Vista l'antichissima origine, è facile comprendere come siano potute nascere col tempo anche numerose leggende sulla sua paternità. Una attribuisce l'invenzione al re di Persia Ardashir Babakan, della dinastia dei Sasanidi, un'altra ad un antico saggio indiano di nome Qaflan. La variante chiamata senet si doveva giocare anche nell'antico Egitto. Sono state trovate tavole risalenti al 1500 a.C. nella tomba di Tutankhamon, così come affreschi raffiguranti delle tavole simili a quella attuale.
La diffusione della tavola nelle sue diverse varianti non si arresta: Platone accenna alla popolarità di cui un gioco simile godeva tra i Greci. Sofocle ne attribuisce l'invenzione a Palamede, che in tal modo passava il tempo durante il lungo assedio di Troia. Omero lo menziona nell'Odissea.
Un gioco costituito da una tavola e tre dadi conquista il posto d'onore anche nell'antica Roma; era conosciuto come ludus duodecim scriptorum ("gioco delle dodici linee") e successivamente prese il nome, probabilmente anche subendo delle modifiche, di alea ("dado") o tabula ("tavola"). Doveva essere molto diffuso in tutte le classi sociali. Nelle sue Vite di dodici Cesari Svetonio descrive così l'interesse maniacale che l'imperatore Claudio nutriva per quel gioco: «Con gran passione giocava ai dadi, su la quale arte mise fuori anche un libro; e soleva giocare anche in viaggio, facendo adattare il cocchio e il tavoliere in modo che il giuoco non si scompigliasse». Gli scavi di Pompei riportarono alla luce dipinti murali all'interno di una taverna raffiguranti lo svolgimento di una partita a tabula, terminata tra reciproci insulti.
Le legioni romane permisero una certa diffusione del gioco (in Britannia era conosciuto col nome di Tables), ma poi esso seguì le sorti dell'Impero, perdendo via via di popolarità.
In Asia veniva giocata una versione chiamata nard già prima del IX secolo; differiva dalla tabula principalmente per l'uso di due soli dadi. In Cina si diffuse col nome di t'shu-p'u, in Giappone era invece chiamato sugoroku.
Una rinascita del gioco in Europa si ebbe durante le crociate, quando i soldati conobbero la versione del tawla dagli Arabi (takht-e nard, o semplicemente nard, in persiano).
Nonostante i numerosi tentativi della Chiesa di bandirlo perché ritenuto d'azzardo, la sua diffusione nel Medioevo fu tale che gli storici contano diverse varianti allora in voga, come: tavola reale in Italia, tablas reales in Spagna, tavli in Grecia, tavla in Turchia, tric trac in Francia e in Italia, backgammon o tables in Gran Bretagna, Puff in Germania, vrhcáby in Cecoslovacchia, swan-liu in Cina, golaka-krida in India.
Bisogna però attendere il 1743 e la pubblicazione del breve trattato ad opera di Edmond Hoyle, per avere una prima codifica delle regole del backgammon. Il dado del raddoppio invece fu inventato negli Stati Uniti solo nel 1928.
È raffigurato nella miniatura Il gioco del Codex Buranus del XIII secolo.
È raffigurato nella tela di Caravaggio, I bari, del 1594 circa.
In Italia non è un gioco molto conosciuto, ma si svolgono tornei europei e internazionali. Per numero di vittorie del titolo italiano si distingue il forlivese Guido Flamigni, che ne collezionò tre (1994, 1997, 1999).

## Origine del nome
Il nome popolare italiano (e francese) del gioco tric-trac verosimilmente è la traslitterazione approssimativa del greco τρεις τραχον, ovvero Tris Tracon epiteto greco del gioco che significa tre volte giro tortuoso, con l'accezione di gioco con un giro molto tortuoso, difficile.
Per la dizione all'inglese Backgammon l'ipotesi più accreditata è quella che fa risalire il nome backgammon al sassone baec ("dietro", "ritorno") e gamen (game = gioco). Le più antiche versioni prevedevano di iniziare con le pedine ancora fuori della tavola, perciò il gioco consisteva nell'introdurre le pedine all'interno della tavola (questa fase non è più presente nel gioco moderno) per farle tornare indietro alla casa e poi nuovamente fuori della tavola. Inoltre le pedine mangiate sono costrette a tornare indietro e rifare tutto il percorso.
Alcuni però ipotizzano anche che l'origine del nome possa risalire al Gallese dove bach significa piccolo e cammun battaglia perciò il gioco è una riproduzione in piccolo di una battaglia.
Un'altra ipotesi spiega l'origine dal fatto che molto spesso la tavola del backgammon era disegnata sul retro (back in inglese) di quelle per gli scacchi.

## Simbolismo
Alcuni studiosi, tra cui Stewart Culin e Thomas Hyde, prendendo come riferimento soprattutto le varianti giocate in Asia (come il sugoroku), hanno spiegato che nel backgammon possono essere identificati i cicli della vita umana: le pedine e la compresenza di elementi cromatici discordanti (bianco e nero) rappresenterebbero l'alternanza del giorno e della notte; il numero di punti rappresenterebbe i mesi dell'anno; le 30 pedine rappresenterebbero i giorni del mese; il lancio dei dadi rappresenterebbe la rivoluzione delle sfere celesti. La somma dei punti ai lati opposti di un dado potrebbe indicare i giorni della settimana, ma anche i pianeti conosciuti all'epoca della diffusione di tali varianti, in tal modo rinforzando il riferimento alle sfere celesti.
Nella sua capacità di miscelare componenti di abilità e fortuna il backgammon potrebbe simboleggiare perciò una visione dell'esistenza umana: l'esito di una partita non può essere pianificato a priori, così come il successo nella vita. La sorte è importante quanto l'ingegno, ed bisogna saper sfruttare quanto concesso dal fato (identificato nei dadi) per poter sconfiggere l'avversario. Per vincere infatti è necessario ottimizzare i lanci più fortunati, minimizzando al contempo i danni di quelli meno favorevoli.

## Backgammon giocato al computer
Il primo forte avversario creato al computer fu BKG 9.8. Fu sviluppato verso la fine degli anni settanta da Hans Berliner, all'epoca impiegato presso il dipartimento di scienze informatiche della Carnegie Mellon University e campione mondiale di scacchi per corrispondenza, su un PDP-10 come esperimento sulla valutazione delle posizioni nella tavola. Le prime versioni di BKG giocavano male persino contro i giocatori più scarsi, ma Berliner notò che il programma commetteva gli errori critici sempre in corrispondenza dei cambiamenti di fase del gioco. In seguito applicò i principi di base della logica fuzzy per appianare la transizione tra le fasi del gioco. Il famoso giocatore Paul Magriel lo aiutò a rifinire alcuni algoritmi e a migliorare le prestazioni complessive del programma.
Così per il luglio del 1979 BKG 9.8 fu pronto a giocare con il campione mondiale dell'epoca, l'italiano Luigi Villa, in un incontro svoltosi a Monte Carlo con in palio 5000$. BKG vinse l'incontro (7-1), diventando così il primo programma per computer in grado di battere un campione mondiale in un gioco dove è richiesta intelligenza. Per ammissione dello stesso Berliner, il computer fu però più fortunato nel lancio dei dadi del suo avversario umano.
Verso la fine degli anni 1980 i creatori di versioni software del backgammon iniziarono a riscuotere successo grazie all'applicazione nei loro programmi dei principi delle reti neurali.
TD-Gammon, sviluppato per OS/2 da Gerald Tesauro, al tempo ricercatore in IBM, fu il primo programma per computer che giocava a livello uguale a quello di un vero esperto. La rete neurale di questo programma fu addestrata usando algoritmi chiamati "a differenza temporale" (Time Difference, da cui il prefisso TD) applicati ai dati generati giocando con sé stesso.
In una sua pubblicazione Tesauro descrive infatti TD-Gammon come «una rete neurale che allena sé stessa per essere una funzione di valutazione del backgammon, giocando contro sé stessa ed apprendendo dai risultati».
Questa linea di ricerche ha portato allo sviluppo di altre versioni software del backgammon dalle prestazioni eccellenti.
I più conosciuti sono i programmi commerciali Jellyfish e Snowie per Windows, lo shareware BGBlitz implementato in Java e, tra i programmi open source, GNU Backgammon, sviluppato per Linux ma disponibile anche per altri sistemi operativi.
Essi giocano oramai alla pari dei migliori giocatori umani, tanto da essere usati sempre più spesso per analizzare nel dettaglio le partite dei professionisti e per verificare la validità delle strategie presentate nei libri di settore. Contrariamente agli scacchi, dove ormai i computer vincono pressoché sempre contro i più forti grandi maestri, nel backgammon al momento non è chiaro se il migliore giocatore in assoluto sia il miglior computer o il miglior giocatore umano; per la maggior parte degli altri giochi o l'uno o l'altro è, senza ambiguità, il più forte. Vi sono comunque enormi differenze tra i software per backgammon e quelli per gli scacchi.
Quando vengono usati come strumenti di analisi, tuttavia, anche i programmi per il backgammon possono sfruttare appieno la potenza di calcolo del calcolatore. A questo scopo essi non esaminano in profondità l'albero del gioco come negli scacchi, ma giocano invece migliaia di partite diverse partendo dalla stessa posizione. Il grande numero di partite giocate elimina la componente casuale data dal lancio dei dadi. Questo metodo di analisi, detto rollout, si è dimostrato talmente efficace da avere influenzato il modo consigliato per effettuare alcuni tiri di apertura (ad esempio 2-1 e 4-1).